# Ecpatites callipolia
Ecpatites callipolia är en fjärilsart som beskrevs av Turner 1926. Ecpatites callipolia ingår i släktet Ecpatites och familjen mätare. Inga underarter finns listade i Catalogue of Life.